# Альварадо, Педро де
Пе́дро де Альвара́до и Контре́рас (исп. Pedro de Alvarado y Contreras; около 1485, Бадахос, Эстремадура, Испания — 4 июля 1541, близ Гвадалахары, Новая Испания) — видный испанский конкистадор с титулом аделантадо, отвечавший за покорение Центральной Америки, первый губернатор Гватемалы.
Индейцы называли его «Тонатиу» (аст. Tonatiuh, «Солнце») за ярко-рыжий цвет его волос. Отличался чрезвычайной жестокостью, в силу чего стал одним из ключевых персонажей «Чёрной легенды».

## Биография

### Происхождение
Родился в Бадахосе в знатной семье потомственных военных. Его отцом был Гомес де Альварадо-и-Мехиа (Gómez de Alvarado y Mexía), женатый дважды: сначала на Тересе Суарес де Москосо-и-Фигероа, потом на Леонор де Контрерас (дочь Гонсало Контрераса де Карвахаля и Исабель Гутьерес де Трехо-и-Ульоа). От первого брака у Гомеса была дочь Исабела, от второго — восемь детей:
- Педро де Альварадо и Контрерас.
- Гонсало де Альварадо и Контрерас — в 1510 году уехал в Индии с дядей Диего.
- Хорхе де Альварадо и Контрерас — в 1510 году уехал в Индии с дядей Диего. завоеватель Мексики и Гватемалы, основатель городов. Умер в 1553 году.
- Гомес де Альварадо и Контрерас — в 1510 году уехал в Индии с дядей Диего.
- Эрнандо де Альварадо и Контрерас — в 1510 году уехал в Индии с дядей Диего.
- Хуан де Альварадо и Контрерас — в 1510 году уехал в Индии с дядей Диего.
- Сара де Альварадо и Контрерас — сестра-близнец Педро.
- Каталина де Альварадо и Контрерас[1]

О ранних годах жизни и точной дате рождения сведений почти нет.

### Переезд в Америку
В 1510 году Альварадо отправился на Эспаньолу вместе с дядей Диего де Альварадо и Мехия де Сандоваль (исп. Diego de Alvarado y Mexía de Sandoval) и пятью младшими братьями. Участвовал в экспедиции Хуана де Грихальва на Юкатан, где получил представление о богатствах Мексики.

### В команде с Кортесом
В 1519 году вступил в отряд Эрнана Кортеса, командуя одним из 11 судов экспедиции. Был одним из 16 конных рыцарей первоначального отряда. В дальнейшем был доверенным лицом Кортеса, фактически его заместителем. Именно Альварадо был оставлен комендантом захваченного Теночтитлана, когда появились известия о высадке Нарваэса. Впервые проявил свою жестокость, без видимых причин перебив множество знатных ацтеков, собравшихся для религиозной церемонии. Во время «Ночи печали» (исп. La Noche Triste, 1 июля 1520) командовал арьергардом. В мифологию Конкисты вошёл Salto de Alvarado («Прыжок Альварадо») — не желая попасть в руки восставших индейцев, лейтенант Альварадо воспользовался копьём как шестом для прыжков в высоту.

### Завоевание Гватемалы
В 1524 году Альварадо по поручению Кортеса повёл испанцев на покорение Гватемальского нагорья. Задача облегчалась тем, что эта страна была населена враждебными друг другу народами семьи майя — какчикелями и киче. По отношению к индейцам он вёл себя крайне жестоко: деревни сжигались, а их жителей бросали на растерзание псам. Восстание индейцев под предводительством Атлакатля заставило испанцев отступить на север, сам Альварадо был тяжело ранен в бедро.
В 1527—1531 годах Альварадо, получив от короля титул губернатора и аделантадо, обосновался в основанном им городе Сантьяго-де-лос-Кабальерос. Оттуда он рассылал отряды на покорение Белиза, Гондураса и Сальвадора. Был пожалован кавалерством ордена Сантьяго де Компостела.

### Завоевание Эквадора и кончина
В 1534 года Альварадо втайне от короля отправился на покорение Эквадора, но встретил там отряд людей Писарро во главе с Белалькасаром. Дело чуть было не дошло до схватки, но в последний момент Альварадо передумал и продал свои корабли и боеприпасы Диего де Альмагро за 100 тысяч песо золотом.

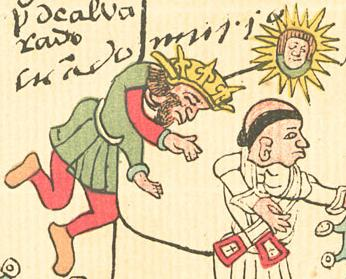
Кончина Альварадо. Индейское изображение

Альварадо погиб при подавлении восстания индейцев: близ Ночистлана в Сакатекасе его сбросила собственная лошадь, и он скончался через несколько дней. Похоронен был поначалу в Мичоакане, и только в 1580 году его дочь перевезла прах в кафедральный собор Сантьяго-де-лос-Кабальерос. Ныне собор в руинах.
После смерти Альварадо его жена в течение нескольких месяцев продолжала управлять Гватемалой, однако погибла от селя при извержении вулкана Агуа.

## Личная жизнь

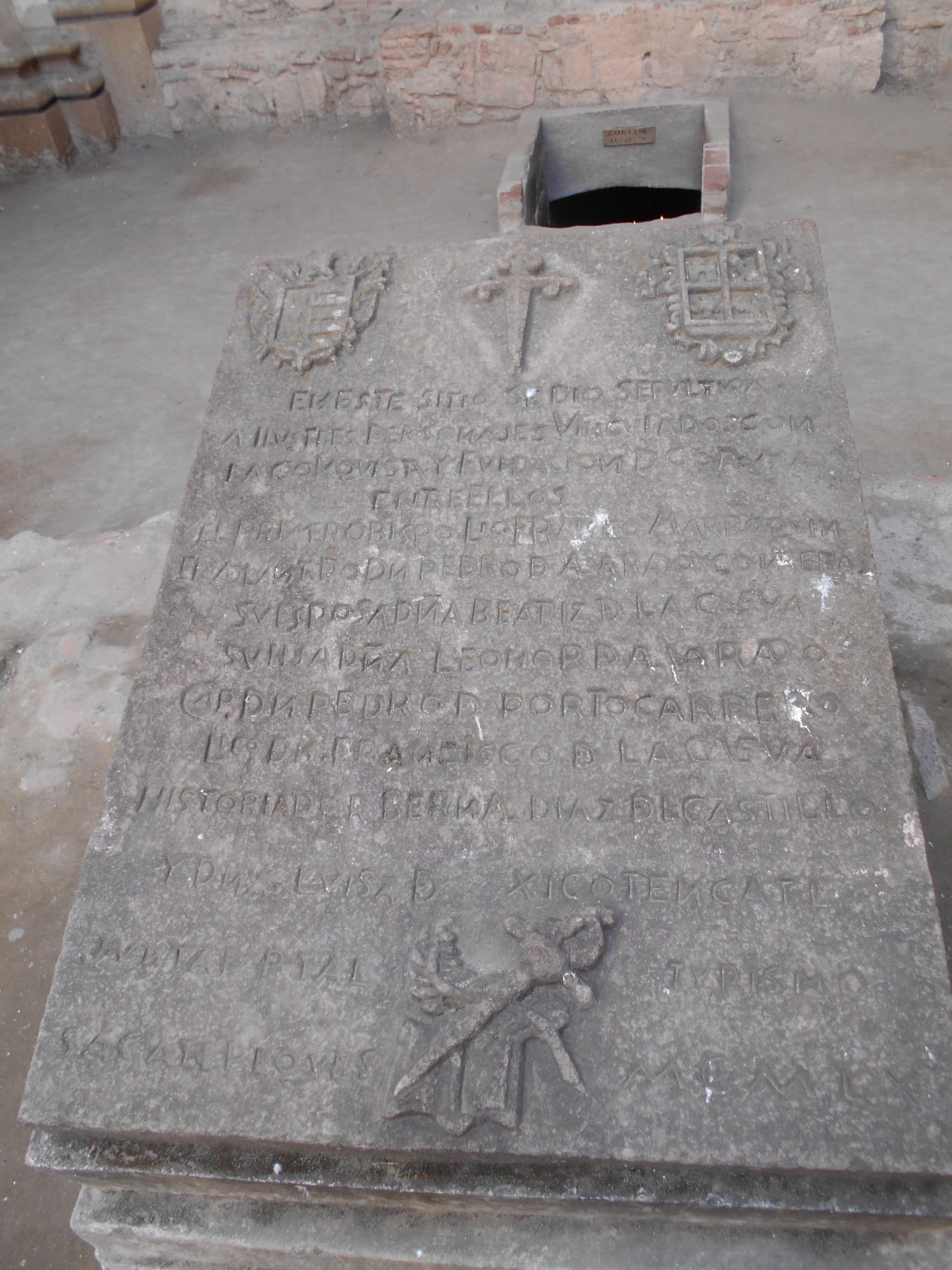
Мемориальная плита на месте могилы Альварадо в соборе Антигуа

### Законные браки
В первый раз Альварадо женился в 1527 году на племяннице графа Альбукерки — Франсиске де ля Куэва, скончавшейся после перехода через Атлантический океан. В 1537 году конкистадор женился на её сестре, донье Беатрис де ля Куэва. Оба официальных брака Альварадо были бездетны.

### Любовницы и потомки
Верной спутницей жизни конкистадора была индейская наложница, дочь тласкаланского вождя — Шикотенкатль (Xicoténcatl или Teculuace), в святом крещении — донья Луиса де Тласкала (исп. Luisa de Tlaxcala). Шикотенкатль в 1519 году была подарена её отцом Эрнану Кортесу в доказательство верности испанцам, Кортес же подарил её Альварадо. Луиса де Тласкала в Мексике рассматривалась как законная жена Альварадо, обладала высоким общественным статусом, и сопровождала его во всех походах. Умерла она в 1535 году, и была похоронена в кафедральном соборе Гватемалы. От своей индейской наложницы Альварадо имел трёх детей:
- Леонор де Альварадо — жена Педро де Портокаррера
- Педро погиб в море по пути в Испанию
- Диего «Метис» умер, предположительно, в 1554 году во время гражданских войн в Перу.

У него также были сын и дочь от испанских любовниц:
- Гомес — о нём нет достоверных сведений.
- Ана де Альварадо (Анита), вышла, предположительно, замуж за брата второй жены своего отца[1]. (Берналь Диас перепутал её с Леонор де Альварадо)

## Свидетельство очевидца
Альварадо, ещё в 1537 году построил в Гватемале, где он был наместником, на самом западном краю Нового Света, в гавани Акахутлы, большой флот из 13 кораблей. Целью было: найти путь в Китай. На это предприятие Альварадо потратил почти всё своё состояние, все те громадные богатства, какие он вывез из Перу. Но вице-король, узнав об этом и предвидя успех, непременно захотел участвовать в деле. Альварадо согласился и в 1538 году прибыл в Мешико, чтоб совместно с вице-королём избрать начальника экспедиции, так как сам он не мог оставить Гватемалу в виду сильного брожения.
Вот тут-то и случилось восстание в Халиско. Альварадо поспешил на помощь весьма вовремя, так как кучка испанцев была близка к истощению. Неприятель отпрянул, но продолжал отбиваться в горах; Альварадо наступал. И случилось так, что на горной тропе лошадь одного из солдат оступилась, затем опрокинулась и так сильно подмяла Педро де Альварадо, что он впал в беспамятство. Его уложили в носилки, он несколько раз приходил в себя, но вскоре умер, так как не было настоящего ухода и покоя.
Так скончался один из виднейших наших товарищей, подлинный конкистадор «первого призыва». Многочисленная его семья горько плакала, больше всего убивалась его жена, донья Беатрис де ла Куева. Все мы, старые его товарищи, старались её утешить, но напрасно. И вот, неисповедимым образом случилось, что и она вскоре покинула сию юдоль печали при необычных совершенно условиях.
А именно: соседний с городом Сантьяго де Гватемала вулкан, бушевавший уже трое суток, изрыгнул такой поток лавы, камней и кипящей воды, что по пути вырывались столетние деревья и пробивались самые толстые стены. Все смешалось, никто не знал, что делает сосед, отец не смел помочь сыну. Было это 11 сентября 1541 года, в воскресенье, под вечер. Почти половина Сантьяго де Гватемалы погибла, разрушен был и дом, где жила вдова Альварадо. Она с дочерьми и прислужницами спасалась в крепкой часовне, но ворвался горячий вал и всех истребил, спаслись лишь дочь и две служанки, их вытащили из-под развалин со слабыми признаками жизни. Дочь эта и осталась единственным отпрыском Педро де Альварадо, ибо сыновья тоже умерли в молодости.

Берналь Диас дель Кастильо. Правдивая история завоевания Новой Испании. Пер. Д. Н. Егорова

## Образ в культуре
- 1917 немой фильм «Женщина, которую забыл Бог»
- 2019 Телесериал Эрнан (Hernán)